# اولیوکما (استان آمور)
اولیوکما (به لاتین: Olyokma) یک منطقهٔ مسکونی در روسیه است که در استان آمور واقع شده‌است.